# Campeonato Paulista de Futebol Feminino de 2019
O Campeonato Paulista de Futebol Feminino de 2019 foi a 27.ª edição deste campeonato de futebol feminino organizado pela Federação Paulista de Futebol (FPF). Disputada entre 31 de março e 6 de outubro, a competição teve doze participantes. A principio terminaria em 6 de outubro, mas devido à participação do Corinthians na Copa Libertadores Feminina, terminou em 16 de novembro.

## Regulamento
O Campeonato Paulista de Futebol Feminino de 2019 foi realizada em quatro fases distintas:
- Na primeira fase, as equipes foram divididas em dois grupos regionalizados com cinco equipes cada. As equipes se enfrentaram dentro do grupo em turno e returno, sendo que as quatro melhores se classificaram.
- Na segunda fase, as oito equipes classificadas formaram dois grupos com quatro equipes cada. Após os confrontos em turno e returno dentro do grupo, as duas melhores de cada se qualificaram.
- A partir da terceira fase, os duelos se tornaram eliminatórios até a decisão.[4][5]

### Critérios de desempate
O desempate entre duas ou mais equipes na primeira fase seguiu a ordem definida abaixo:
1. Número de vitórias
2. Saldo de gols
3. Gols marcados
4. Menor número de cartões vermelhos recebidos
5. Menor número de cartões amarelos recebidos
6. Sorteio

## Participantes
| Equipe           | Cidade              |
| ---------------- | ------------------- |
| Audax            | Osasco              |
| Corinthians      | São Paulo           |
| Ferroviária      | Araraquara          |
| Internacional EC | Franca              |
| Juventus         | São Paulo           |
| Palmeiras        | São Paulo           |
| Ponte Preta      | Campinas            |
| Portuguesa       | São Paulo           |
| Santos           | Santos              |
| São José         | São José dos Campos |
| São Paulo        | São Paulo           |
| Taubaté          | Taubaté             |

## Calendário
O cronograma da competição foi divulgado em 20 de Março de 2019 e compreendeu as seguintes datas:
| Primeira Fase              | Primeira Fase                   | Primeira Fase                   |
| -------------------------- | ------------------------------- | ------------------------------- |
| 1ª Rodada:                 | 31 de março                     | 31 de março                     |
| 2ª Rodada:                 | 6–7 de abril                    | 6–7 de abril                    |
| 3ª Rodada:                 | 10 e 13–14 de abril             | 10 e 13–14 de abril             |
| 4ª Rodada:                 | 28 de abril                     | 28 de abril                     |
| 5ª Rodada:                 | 1 e 4–5 de maio                 | 1 e 4–5 de maio                 |
| 6ª Rodada:                 | 15 e 18–19 de maio              | 15 e 18–19 de maio              |
| 7ª Rodada:                 | 25–26 de maio                   | 25–26 de maio                   |
| 8ª Rodada:                 | 1–2 de junho                    | 1–2 de junho                    |
| 9ª Rodada:                 | 8–9 de junho                    | 8–9 de junho                    |
| 10ª Rodada:                | 15 de junho                     | 15 de junho                     |
| Segunda Fase               |                                 |                                 |
| 11ª rodada:                | 31 de julho e 3 de agosto       | 31 de julho e 3 de agosto       |
| 12ª rodada:                | 7–8 de agosto e 10–11 de agosto | 7–8 de agosto e 10–11 de agosto |
| 13ª rodada:                | 17–18 e 21 de agosto            | 17–18 e 21 de agosto            |
| 14ª rodada:                | 24–25 e 28 de agosto            | 24–25 e 28 de agosto            |
| 15ª rodada:                | 31 de agosto                    | 31 de agosto                    |
| 16ª rodada:                | 7 e 11 de setembro              | 7 e 11 de setembro              |
| Terceira Fase (Semifinais) |                                 |                                 |
| 17ª rodada:                | 14 e 18 de setembro             | 14 e 18 de setembro             |
| 18ª rodada:                | 21 e 25 de setembro             | 21 e 25 de setembro             |
| Quarta Fase (Final)        |                                 |                                 |
| 19ª rodada:                | 28 de setembro                  | 28 de setembro                  |
| 20ª rodada:                | 5 de outubro                    | 5 de outubro                    |

## Primeira fase
A primeira fase do torneio foi disputada pelos doze clubes que se enfrentaram em turno e returno dentro dos seus respectivos grupos. Esta fase iniciou-se em 31 de março.

### Grupo 1
| Pos | Equipes       | Pts | J  | V | E | D | GP | GC | SG  |
| --- | ------------- | --- | -- | - | - | - | -- | -- | --- |
| 1   | São Paulo     | 22  | 10 | 6 | 4 | 0 | 19 | 3  | +12 |
| 2   | Ferroviária   | 20  | 10 | 5 | 5 | 0 | 20 | 5  | +15 |
| 3   | Ponte Preta   | 15  | 10 | 5 | 0 | 5 | 15 | 16 | –1  |
| 4   | Palmeiras     | 13  | 10 | 3 | 4 | 3 | 12 | 10 | +2  |
| 5   | Audax         | 9   | 10 | 2 | 3 | 5 | 9  | 12 | –3  |
| 6   | Internacional | 3   | 10 | 1 | 0 | 9 | 3  | 29 | –26 |

|               | PPT | FER | AUD | INT | SAO | PAL |
| ------------- | --- | --- | --- | --- | --- | --- |
| Ponte Preta   | —   | 0–3 | 2–1 | 5–0 | 0–2 | 1–0 |
| Ferroviária   | 4–0 | —   | 1–1 | 2–1 | 0–0 | 1–1 |
| Audax         | 1–2 | 0–2 | —   | 2–0 | 2–2 | 0–0 |
| Internacional | 0–3 | 0–5 | 1–2 | —   | 0–5 | 1–3 |
| São Paulo     | 3–2 | 0–0 | 1–0 | 2–0 | —   | 2–1 |
| Palmeiras     | 2–0 | 2–2 | 1–0 | 0–1 | 2–2 | —   |

### Grupo 2
| Pos | Equipes     | Pts | J  | V  | E | D | GP | GC | SG  |
| --- | ----------- | --- | -- | -- | - | - | -- | -- | --- |
| 1   | Corinthians | 30  | 10 | 10 | 0 | 0 | 32 | 5  | +27 |
| 2   | Santos      | 24  | 10 | 8  | 0 | 2 | 34 | 12 | +22 |
| 3   | São José-SP | 16  | 10 | 5  | 1 | 4 | 14 | 15 | –1  |
| 4   | Juventus-SP | 8   | 10 | 2  | 2 | 6 | 14 | 31 | –17 |
| 5   | Portuguesa  | 4   | 10 | 1  | 1 | 8 | 8  | 31 | –23 |
| 6   | Taubaté     | 4   | 10 | 0  | 4 | 6 | 10 | 18 | –8  |

|             | POR | JUV | TAU | SAN | SJO | COR |
| ----------- | --- | --- | --- | --- | --- | --- |
| Portuguesa  | —   | 1–2 | 1–1 | 0–2 | 1–3 | 0–5 |
| Juventus-SP | 3–0 | —   | 4–4 | 1–8 | 0–2 | 0–4 |
| Taubaté     | 1–2 | 2–2 | —   | 0–1 | 0–1 | 0–1 |
| Santos      | 8–1 | 3–1 | 3–1 | —   | 4–1 | 2–3 |
| São José-SP | 2–1 | 3–1 | 0–0 | 1–2 | —   | 0–2 |
| Corinthians | 3–0 | 4–0 | 3–1 | 3–1 | 4–1 | —   |

## Segunda fase

### Grupo 3
| Pos | Equipes     | Pts | J | V | E | D | GP | GC | SG  |
| --- | ----------- | --- | - | - | - | - | -- | -- | --- |
| 1   | Santos      | 14  | 6 | 4 | 2 | 0 | 9  | 3  | +6  |
| 2   | São Paulo   | 11  | 6 | 3 | 2 | 1 | 7  | 3  | +4  |
| 3   | Palmeiras   | 8   | 6 | 2 | 2 | 2 | 7  | 7  | 0   |
| 4   | São José-SP | 0   | 6 | 0 | 0 | 6 | 1  | 11 | –10 |

|             | PAL | SAN | SJO | SAO |
| ----------- | --- | --- | --- | --- |
| Palmeiras   | —   | 1–1 | 2–0 | 1–1 |
| Santos      | 2–1 | —   | 2–0 | 1–0 |
| São José-SP | 1–2 | 0–2 | —   | 0–2 |
| São Paulo   | 2–0 | 1–1 | 1–0 | —   |

### Grupo 4
| Pos | Equipes     | Pts | J | V | E | D | GP | GC | SG  |
| --- | ----------- | --- | - | - | - | - | -- | -- | --- |
| 1   | Corinthians | 18  | 6 | 6 | 0 | 0 | 22 | 1  | +21 |
| 2   | Ferroviária | 12  | 6 | 4 | 0 | 2 | 11 | 8  | +3  |
| 3   | Juventus-SP | 6   | 6 | 2 | 0 | 4 | 3  | 13 | –10 |
| 4   | Ponte Preta | 0   | 6 | 0 | 0 | 6 | 2  | 16 | –14 |

|             | COR | FER | JUV | PPT |
| ----------- | --- | --- | --- | --- |
| Corinthians | —   | 3–1 | 4–0 | 6–0 |
| Ferroviária | 0–4 | —   | 3–0 | 3–1 |
| Juventus-SP | 0–2 | 0–3 | —   | 1–0 |
| Ponte Preta | 0–3 | 0–1 | 1–2 | —   |

## Fase final
Em itálico equipes que jogaram a primeira partida como mandante, em negrito equipes classificadas.
|  | Semifinais  | Semifinais | Semifinais | Semifinais |   |             | Final | Final | Final | Final |
|  |             |            |            |            |   |             |       |       |       |       |
|  | Corinthians | 4          | 5          | 9          |   |             |       |       |       |       |
|  | Ferroviária | 0          | 1          | 1          |   |             |       |       |       |       |
|  | Ferroviária | 0          | 1          | 1          |   | Corinthians | 1     | 3     | 4     |       |
|  |             |            |            |            |   | Corinthians | 1     | 3     | 4     |       |
|  |             | São Paulo  | 0          | 0          | 0 |             |       |       |       |       |
|  | Santos      | São Paulo  | 0          | 0          | 0 | 2           | 2     | 4     |       |       |
|  | Santos      |            |            |            |   | 2           | 2     | 4     |       |       |
|  | São Paulo   | 3          | 2          | 5          |   |             |       |       |       |       |

### Semifinais
Jogos de Ida
| 14 de setembro | São Paulo                  | 3 – 2  | Santos                   | Estádio do Pacaembu, São Paulo       |
| 11:00 (UTC−3)  | Valéria 12', 90' · Ari 87' | Súmula | Ketlen 35' · Gláucia 77' | Árbitro: Rafael Gomes Félix da Silva |

| 18 de setembro | Ferroviária | 0 – 4  | Corinthians                                          | Adhemar de Barros, Araraquara           |
| 19:00 (UTC−3)  |             | Súmula | Pardal 49' · Millene 61' · Maiara 75' · Victoria 90' | Árbitro: José Guilherme Almeida e Souza |

Jogos de Volta
| 21 de setembro | Santos                      | 2 – 2  | São Paulo                | Estádio do Pacaembu, São Paulo |
| 11:00 (UTC−3)  | Sole Jaimes 5' · Ketlen 30' | Súmula | Thaís 45+2' · Natane 56' | Árbitro: Danilo da Silva       |

| 25 de setembro | Corinthians                                             | 5 – 1  | Ferroviária | Alfredo Schurig, São Paulo      |
| 20:00 (UTC−3)  | Ana 17' · Victoria 56' · Millene 63', 68' · Tamires 86' | Súmula | Luana 41'   | Árbitro: Diego Augusto Fagundes |

### Final
Jogo de Ida
| 2 de novembro | São Paulo | 0 – 1  | Corinthians           | Estádio do Morumbi, São Paulo  |
| 11:00 (UTC−3) |           | Súmula | Giovana Crivelari 12' | Árbitro: Lucas Canetto Bellote |

Jogo de Volta
| 16 de novembro | Corinthians                                          | 3 – 0  | São Paulo | Arena Corinthians, São Paulo                 |
| 11:00 (UTC−3)  | Victoria Albuquerque 04' · Juliete 48' · Millene 80' | Súmula |           | Público: 28,862 Árbitro: Edina Alves Batista |

## Premiação
| Campeonato Paulista de Futebol Feminino de 2019 |
| São Paulo                                       |
| ----------------------------------------------- |
| Corinthians Campeão (1.º título)                |

## Classificação final
| Pos. | Time          | Pts | J  | V  | E | D  | GP | GS | SG  |                             |
| ---- | ------------- | --- | -- | -- | - | -- | -- | -- | --- | --------------------------- |
| 1    | Corinthians   | 60  | 20 | 20 | 0 | 0  | 67 | 7  | +60 | Campeão                     |
| 2    | São Paulo     | 37  | 20 | 10 | 7 | 3  | 31 | 14 | +17 | Vice-campeão                |
| 3    | Santos        | 39  | 18 | 12 | 3 | 3  | 47 | 20 | +27 | Semifinalistas              |
| 4    | Ferroviária   | 32  | 18 | 9  | 5 | 4  | 32 | 22 | +10 | Semifinalistas              |
| 5    | Palmeiras     | 21  | 16 | 5  | 6 | 5  | 19 | 17 | +2  | Eliminados na segunda fase  |
| 6    | São José-SP   | 16  | 16 | 5  | 1 | 10 | 15 | 26 | –11 | Eliminados na segunda fase  |
| 7    | Ponte Preta   | 15  | 16 | 5  | 0 | 11 | 17 | 32 | –15 | Eliminados na segunda fase  |
| 8    | Juventus-SP   | 14  | 16 | 4  | 2 | 10 | 17 | 44 | –27 | Eliminados na segunda fase  |
| 9    | Audax         | 9   | 10 | 2  | 3 | 5  | 9  | 12 | –3  | Eliminados na primeira fase |
| 10   | Portuguesa    | 4   | 10 | 1  | 1 | 8  | 8  | 31 | –23 | Eliminados na primeira fase |
| 11   | Taubaté       | 4   | 10 | 0  | 4 | 6  | 10 | 18 | –8  | Eliminados na primeira fase |
| 12   | Internacional | 3   | 10 | 1  | 0 | 9  | 3  | 29 | –26 | Eliminados na primeira fase |

## Artilharia
Atualizado até 17 de novembro de 2019
| Pos. | Jogador              | Equipe      | Gols |
| ---- | -------------------- | ----------- | ---- |
| 1    | Victoria Albuquerque | Corinthians | 11   |
| 2    | Dani Ortolan         | Juventus-SP | 8    |
| 2    | Millene              | Corinthians | 8    |
| 4    | Mariana Santos       | Ponte Preta | 7    |
| 5    | Ketlen Wiggers       | Santos      | 6    |
| 5    | Ottilia              | São Paulo   | 6    |